# Saeid Mollaei
Saeid Mollaei (Sajíd Molájí), (* 5. ledna 1992) je íránský zápasník–judista (Ázerbájdžánského původu); od roku 2019 je občanem Mongolska. Od roku 2022 je občanem Ázerbájdžána.

## Sportovní kariéra
S judem začal v 10 letech. V roce 2013 nahradil v reprezentaci v lehké váze Alí Malútmata. Od roku 2015 startuje v polostřední váze, ve které se v roce 2016 kvalifikoval na olympijské hry v Riu. V úvodním kole olympijského turnaje v Riu nestačil na Chasana Chalmurzajeva z Ruska.
V Molájího stylu zápasení v judu se prolíná zápas řecko-římský a středoasijský kuraš. Jeho kumikata nemá s klasickým judem mnoho společného. Útočí výhradně z obousměrného úchopu, častěji kontruje v technikách z boje zblízka. Velmi silný je i v boji na zemi, kde převládají techniky držení.
Na MS 2019 byl íránskými funkcionáři vyzván, aby odstoupil ze semifinále a tím se vyhnul finálovému zápasu s izraelským reprezentantem Sagim Mukim. Molájí odmítl a v obavách o svou bezpečnost odešel do Německa, kde získal azyl. V prosinci 2019 mu mongolský prezident Chaltmágín Battulga udělil občanství své země. Na LOH 2020 v Tokiu získal Molájí pro Mongolsko stříbrnou medaili v polostřední váze. Po finálové porážce s domácím Takanorim Nagasem hebrejsky poděkoval Izraelcům za podporu.

## Výsledky
| Olympijské hry    |    | — |     |     |     | úč. |    |  |  |  |  |  |  |  |  |  |  |  |  |  |  |
| Mistrovství světa | —  |   | úč. | —   | úč. |     | 3. |  |  |  |  |  |  |  |  |  |  |  |  |  |  |
| Asijské hry       |    |   |     | úč. |     |     |    |  |  |  |  |  |  |  |  |  |  |  |  |  |  |
| Mistrovství Asie  | —  | — | 5.  |     | 3.  | 3.  | 2. |  |  |  |  |  |  |  |  |  |  |  |  |  |  |
| MS juniorů        | 7. |   |     |     |     |     |    |  |  |  |  |  |  |  |  |  |  |  |  |  |  |